# Tankred Dorst
Tankred Dorst, född 19 december 1925 i Oberlind i Landkreis Sonneberg i Thüringen, död 1 juni 2017 i Berlin, var en tysk dramatiker och teaterregissör.
Efter återkomst från krigsfångenskap 1947 studerade Dorst germanistik och teatervetenskap. Han skrev sina första teaterstycken för en studentdockteater i München. 1960 inledde han ett långvarigt samarbete med Peter Zadek. Sedan början av 1970-talet arbetade Dorst tillsammans med sin partner och senare fru Ursula Ehler. 
Dorst har skrivit mer än 50 dramer, bearbetat och i vissa fall översatt icke-tyska teaterstycken. Dorst har också skrivit manus och i några fall själv regisserat för TV. Dessutom har han skrivit några barnpjäser liksom librettot till fyra verk för operascenen.
Hans mest kända drama är Merlin oder Das wüste Land, ett åttatimmars monumentalverk om trollkarlen Merlin i Kung Artur-legenden som uruppfördes 1981 på Düsseldorfer Schauspielhaus.
Dorst har också i såväl Tyskland som i andra länder uppmärksammats med ett antal medaljer och litteraturpris.

## Priser och utmärkelser
- Rome Prize of the German Academy Villa Massimo[9]
- Gerhart Hauptmann-priset,  1964
- Münchens litteraturpris,  1964
- Tukanpriset,  1969
- Grimmepriset, med  Peter Zadek och Wilfried Minks,  1970
- Bayeriska konstakademins stora litteraturpris,  1983
- Brüder-Grimm-Poetikprofessur[10]
- Carl-Zuckmayer-medaljen,  1987
- Mülheimer Dramatikerpreis,  1989
- Georg Büchnerpriset,  1990[11]
- Poetik-Professur an der Universität Bamberg,  1991
- E.T.A. Hoffmann-priset,  1996[12]
- Max Frisch-priset,  1998
- Friedrich-Baur-Preis,  1998
- Maximiliansorden för konst och vetenskap,  1998
- Samuel-Bogumil-Linde-Preis,  2006
- Tyska katolikers konst- och kulturpris,  2008[13]
- Prix européen de littérature,  2008[14]
- Hedersdoktor vid Otto-Friedrich-Universität Bamberg,  2009
- Thüringens förtjänstorden,  2009[15]
- Schiller-Gedächtnispreis,  2010[16]

[Redigera Wikidata]